# Mahazoarivo (Vondrozo)
Pour les articles homonymes, voir Mahazoarivo.
Mahazoarivo est une commune urbaine malgache sur Fianarantsoa dans la partie nord-ouest de la région d'Atsimo-Atsinanana.